# Liste der Monuments historiques in Bréançon
Die Liste der Monuments historiques in Bréançon führt die Monuments historiques in der französischen Gemeinde Bréançon auf.

## Liste der Bauwerke
| Bezeichnung                   | Beschreibung                  | Standort | Kennzeichnung | Schutzstatus | Datum | Bild           |
| ----------------------------- | ----------------------------- | -------- | ------------- | ------------ | ----- | -------------- |
| Kirche St-Crépin-St-Crépinien | Erbaut ab dem 12. Jahrhundert | (Lage)   | PA00080009    | Classé       | 1980  | weitere Bilder |

## Liste der Objekte
| Bezeichnung                                                                                              | Beschreibung                                                    | Standort                                    | Kennzeichnung | Schutzstatus | Datum | Bild           |
| --- | --------------------------------------------------------------- | ------------------------------------------- | ------------- | ------------ | ----- | -------------- |
| Tabernakel des Hauptaltars (die Statuen von Moses und Aaron wurden 1936 gestohlen)                       | Holz, bemalt und vergoldet; erstes Viertel des 17. Jahrhunderts | in der Kirche St-Crépin-St-Crépinien (Lage) | PM95000091    | Classé       | 1905  | weitere Bilder |
| Skulptur Madonna mit Kind                                                                                | Stein, 14. Jahrhundert                                          | in der Kirche St-Crépin-St-Crépinien (Lage) | PM95000092    | Classé       | 1905  |                |
| Zwei Skulpturen: Heiliger Crepinus und heiliger Crepinianus                                              | Kalkstein, polychrom gefasst; 14. Jahrhundert                   | in der Kirche St-Crépin-St-Crépinien (Lage) | PM95000095    | Classé       | 1960  |                |
| Schrank für liturgische Gewänder                                                                         | Holz, 18. Jahrhundert                                           | in der Kirche St-Crépin-St-Crépinien (Lage) | PM95001493    | Inscrit      | 1988  |                |
| Gemälde Mariä Himmelfahrt (verloren gegangen bei der Evakuierung des Louvre in den Jahren 1937 bis 1940) | Leinwand, 1684                                                  | in der Kirche St-Crépin-St-Crépinien (Lage) | PM95000776    | Classé       | 1905  |                |
| Antependium                                                                                              | Holz, bemalt; 18. Jahrhundert                                   | in der Kirche St-Crépin-St-Crépinien (Lage) | PM95001494    | Classé       | 1988  |                |
| Taufbecken                                                                                               | Stein, erstes Viertel des 16. Jahrhunderts                      | in der Kirche St-Crépin-St-Crépinien (Lage) | PM95000090    | Classé       | 1980  | weitere Bilder |
| Glocke                                                                                                   | Bronze, 1587 gegossen                                           | in der Kirche St-Crépin-St-Crépinien (Lage) | PM95000093    | Classé       | 1908  |                |
| Romanisches Kapitell                                                                                     | Kalkstein, erste Hälfte des 12. Jahrhunderts                    | in der Kirche St-Crépin-St-Crépinien (Lage) | PM95000094    | Classé       | 1960  |                |